# 錢守廉
錢守廉，字陸石，號雪瀾，河南信陽縣人，明朝政治人物、同進士出身。

## 生平
萬曆四十六年（1618年）舉戊午科河南鄉試，天啓五年（1625年）乙丑科進士，授太常寺博士，崇祯三年（1630年）同考順天府鄉試，所取劉士琏等皆名士。四年擢山西道監察御史，巡按廣東、陝西，呕血卒于任，年仅49岁，贈太仆寺卿

## 家族
父錢濟博，儀封縣訓導。弟錢守儉，訓導。